# Hermann von Spanheim
Hermann von Spanheim († 22. Juli 1118) war Graf von Spanheim und Burggraf von Magdeburg (1080–1118). Hermann ist der Bruder des Magdeburger Erzbischofs Hartwig.

## Leben
Hermann war ein Sohn von Siegfried I. von Spanheim, Markgraf der Ungarnmark und Richgard, Tochter von Graf Engelbert IV. Sein Bruder war Erzbischof Hartwig von Magdeburg.
Hermann wurde wohl um 1080 Burggraf von Magdeburg und zugleich Vogt des Erzstiftes, genannt wurde er in diesen Funktionen jedoch erst 1091/98.
Am 22. Juli 1118 starb Hermann. Sein Besitz im Rheinland kam über seine Tochter an die Grafen von Stade.

## Nachkommen
Hermann hatte eine Tochter, seine Gattin ist nicht bekannt.
- Richardis († 1151), verheiratet mit Rudolf I. von Stade, Markgraf der Nordmark.